# Sumatranus albomaculatus
Sumatranus albomaculatus es una especie de serpientes de la familia Homalopsidae y del género monotípico Sumatranus.

## Distribución geográfica
Es endémica de Sumatra y las islas cercanas al oeste: Nías, Simeulue, Pulo, Sibigo y Sinabang (Indonesia).